# Calcodes striatus
Calcodes striatus es una especie de coleóptero de la familia Lucanidae.

## Distribución geográfica
Habita en Malaya, Borneo, Sumatra y  Java.